# Biserica Hagiu din București

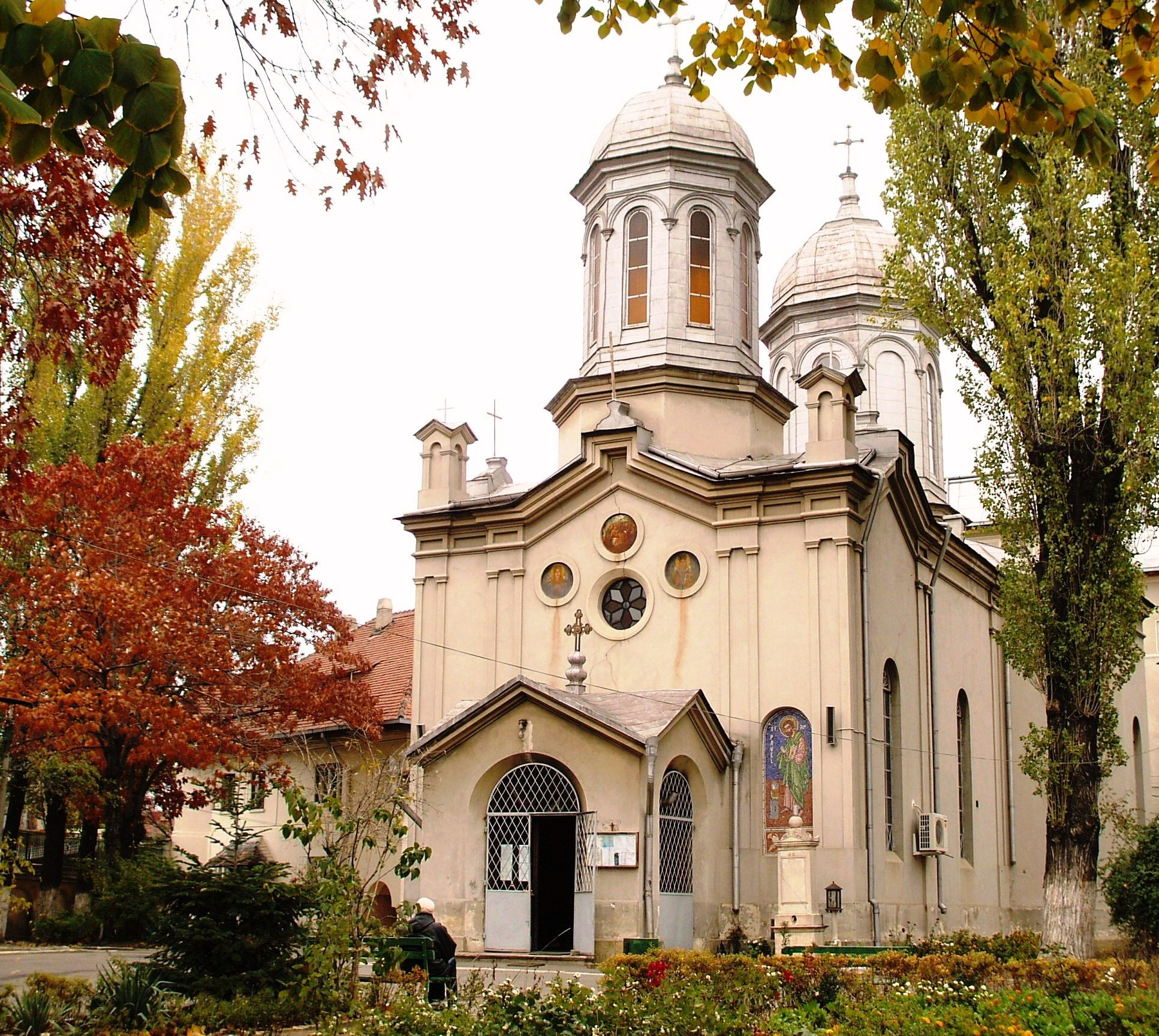
Vedere frontală

Biserica Hagiu este o biserică ortodoxă română din București, situată pe Strada Traian, în București. Hramul principal al bisericii este Adormirea Maicii Domnului iar hramurile secundare sunt: Sfântul Grigorie Decapolitul, Cuvioasa Parascheva și Sfântul Nicolae (6 decembrie).

## Istoric
Lângă Hala Traian, în imediata apropriere a intersecției dintre Strada Traian cu Strada Calea Călărașilor, se vede într-o curte mare, impunătoare Biserica Hagiu, iar în jurul ei, constituind un ansamblu arhitectonic, se află clopotnița, casa parohială și imobilul parohial.
În timpul domniei Sfântului Constantin Brâncoveanu, pe locul actualei Biserici se afla o mănăstire. Starețul, care fusese la locurile sfinte, era considerat hagiu (sfințit), de unde și denumirea de Biserica Hagiu.
Între 1765-1767 un urmaș al familiei Băbeanu, cu numele Mihail, fost logofăt de taină, călugărit cu numele de Misail Monahul, a clădit o biserică de zid în locul celei de lemn, adăugând și șase chilii, care au dăinuit până în 1920, pentru adăpostirea văduvelor sărace.
Amenințată cu dărâmarea, Biserica Hagiu a fost renovată în 1831, cu ajutorul și contribuția enoriașilor.
Devenind neîncăpătoare și ruinându-se, între anii 1872-1874 biserica Hagiu a fost reclădită din temelii, prin osârdia vrednicului preot paroh de atunci Ioan Călin zis Belciugățeanu, cu ajutorul ctitorului Radu Ștefănescu-Cavafu și a enoriașilor.
Clopotnița a fost ridicată în anul 1936 prin concursul primăriei de atunci.
Casa parohială a fost construită în 1930 în stil românesc și are parter și etaj.
În decursul anilor, biserica a fost tencuită în praf de piatră, iar pardoseala din interior a fost înlocuită cu mozaic tip venețian. În 1997 s-au făcut lucrări de supraînălțare a gardului ce împrejmuiește curtea bisericii și de înlocuire a porților, lucrare din fier forjat cu un model care imită spicele de grâu și strugurii simboluri euharistice.
În anii care au urmat s-au mai făcut lucrări de reparații și renovare la imobilele parohiei, precum: înlocuirea instalației electrice, intalația de încălzire centrală, un modern sistem de sonorizare, de pază și protecție antifurt și o înstalație de climatizare.
Ca urmare a expertizei tehnice efectuate, s-a constatat că biserica are nevoie de o amplă lucrare de consilidare, care va începe în curând.
Fațada de vest a bisericii a fost mutilată în urma lucrărilor de renovare, adăugându-i-se un portic disproporționat din beton 

## Elemente de artă și patrimoniu
Arhitectura bisericii este sub formă de cruce greacă înscrisă, având ca elemente specifice două turnulețe dreptunghiulare mici care încadrează turla din față.
În pisania din pridvorul bisericii se spune: „Biserica cea veche, se numea HAGIU, a fost făcută de un Misail Monahu, fost logofăt de taină. Apoi dărâmându-se, s-au construit această sfântă biserică cu hramul Adormirea Maicii Domnului, tot cu același nume după cum se vede, în anul 1872 Iunie 12, fiind donator Radu Ștefănescu Cavafu, care a depus una mie galbenii spre pomenire în veci, în zilele Domnitorului Carol I și a Prea Sfinției Sale Părintelui Mitropolit Nifon, lundu-și sfârșit în anul 1874 decembrie 12. Preot ostenitor Ion Călin.”
Prima pictură, din 1874, executată în tempera, s-a deteriorat, biserica fiind repictată în anul 1898 de pictorul Ioan Bărbulescu, unul din ucenicii pictorului Gheorghe Tattarescu, în maniera acestuia, pictură neorealistă, în ulei. Catapeteasma este din lemn de brad cu lucrături de sculptură în lemn de tei, poleită cu schlachmetal și executată cu multă finețe.
Clopotnița a fost construită în anul 1936 prin concursul primăriei de atunci, este de o frumusețe arhitectonică deosebită, având elemente din stilul brâncovenesc.
Casa parohială este în stil românesc, cu parter și etaj, unde se află un balcon cu elemente florale în piatră.
Pictura bisericii a fost spălată de mai multe ori în cursul anilor, ultima data fiind restaurată și vernisată după cutremurul din 1977.
Pe frontispiciul bisericii, în anul 1991 s-au executat mozaicurile sfinților Petru și Pavel de către pictorul Eugen Profeta.
În interiorul bisericii se află spre cinstire particică de la moaștele Sfântului Grigore Decapolitul de la Mănăstirea Bistrița - Vâlcea, iar de curând s-a făcut o nouă axioniță în filigran și sculptură în stejar în care s-a încastrat ți vechea icoană a Maicii Domnului în fața căreia mulți și-au găsit vindecarea.

## Actvități cultural misionare
La acest sfânt locaș au slujit personalități marcante ale vieții bisericești, mari profesori de teologie, buni oratori și vrednici gospodari. Despre unii dintre ei, cum a fost preotul Profesor Grigore Popescu, în timpul căruia s-au construit clopotnița, casa parohială și imobilul, și care a lăsat o monografie a bisericii Hagiu intitulată “Un colț de oraș și un Sfânt Locaș”, se spunea nu doar că slujeau frumos, ci că doar simpla lor trecere prin parohie era o predică vie.
Urmând tradiția înaintașilor, și slujitorii actuali ai bisericii Hagiu sunt autori de lucrări teologice elaborate.
Biserica dispune de o mică bibliotecă, de unde se pot împrumuta credincioșii dornici să citescă literatură duhovnicească.
În fiecare vineri seara, după slujba Sfântului Maslu, au loc cateheze și meditații pe teme actuale ale vieții bisericești.

## Activități social-filanteopice
O inscipție din anul 1910 aflată sub icoana Sfinților Trei Ierarhi, arată că acum aproape 100 de ani parohia avea o Societate de Binefacere denumită Traian.
La acea vreme Parohia Hagiu avea o casă unde erau găzduite fetele orfane și unde acestea învățau o meserie și un șir de case stil vagon pe stada Țepeș-Vodă unde erau îngrijiți bătrânii săraci.
Curtea mare și generoasă a bisericii a constituit în toată vremea un parc de reculegere duhovnicească,iar biserica a fost în permanență un sprijin pentru cei sărmani și oropsiți.
Mai puțină lume știe că în vreme de război, când era bombardat Bucureștiul, în curtea bisericii Hagiu s-a construit un adăpost subteran, unde se refugiau oamenii.
Obiceiul, de a ajuta sărmanii din parohie , s-a păstrat ca o tradiție la biserica Hagiu, mai cu seamă la cele patru hramuri ale bisericii Hagiu
Au mai existat asociații ce au funcționat pe lângă Parohia Hagiu, cum a fost Asociația Alianța Ro-Diaconia , sau programe sociale desfășurate în colaborare cu alte asociații, cum a fost Grupul de Inițiativă Comunitar din cadrul Centrului de Asistență Comunitară pentru Tineret - Sfântul Nicolae , desfășurat pe parcursul mai multor ani împreună cu Fundația Buburuza.

## Preoții actuali ai bisericii
- PAROH : PREOT Soc. Dr. VALER IRIMIA
- COSLUJITOR: PREOT Prof. Univ. Dr. Gheorghe I. Drăgulin
- COSLUJITOR: PREOT Alexandru Nicodim